# Eleutherodactylus lindae
Eleutherodactylus lindae là một loài ếch trong họ Leptodactylidae. Chúng là loài đặc hữu của Peru.
Môi trường sống tự nhiên của nó là các khu rừng vùng núi ẩm nhiệt đới hoặc cận nhiệt đới.